# Bomu
Die Sprache Bomu (ISO 639-3: bmq; auch bobo, bobo wule, boomu, bore, westliches bobo oule, westliches bwamu und westliches crveni bobo genannt) ist eine von 4 Bwa-Sprachen aus der Sprachgruppe der Gursprachen, die von insgesamt 158.000 Personen aus den Volksgruppen der Bwa (sing. Bonuu) und Bobo in Mali und Burkina Faso gesprochen wird. In Mali hat das Bomu seit dem 19. Juli 1982 den Status einer Nationalsprache neben 9 weiteren Sprachen.
In Burkina Faso wird die Sprache in der Provinz Kossi von 56.000 (1991) Personen gesprochen; in Mali wird die Sprache entlang des Flusses Bani von 102.000 Personen gesprochen.
Die Sprache hat drei Dialekte und mehrere Subdialekte: dwemu, dahanmu und mao. Die Subdialekte des Dwemu sind: terekongo (terekoungo), wahu (zwischen den Flüssen Téné und Bani) und togo. Die Subdialekte des Dahanmu sind koniko, mandiakuy und bomborokuy.